# Gare de Vivonne
La gare de Vivonne est une gare ferroviaire française de la ligne de Paris-Austerlitz à Bordeaux-Saint-Jean, située sur le territoire de la commune de Vivonne, dans le département de la Vienne, en région Nouvelle-Aquitaine.
Elle est mise en service en 1853. C'est une halte de la Société nationale des chemins de fer français (SNCF), desservie par des trains TER Nouvelle-Aquitaine.

## Situation ferroviaire
La gare de Vivonne est située sur la ligne de Paris-Austerlitz à Bordeaux-Saint-Jean ente les gares ouvertes d'Iteuil, au nord, et d'Anché - Voulon, au sud.

## Histoire
La gare est ouverte le 28 juillet 1853.
En 2023, selon les estimations de la SNCF, la fréquentation annuelle de la gare était de 46 072 voyageurs contre 34 012 voyageurs en 2019.

## Services voyageurs

### Accueil
C'est un point d'arrêt non géré (PANG),  équipé de deux quais avec abris. Le passage d'une voie à l'autre se fait un passage supérieur. Un parking pour les véhicules est présent.

### Dessertes
Ligugé est desservie par des trains du réseau TER Nouvelle-Aquitaine circulant entre Angoulême et Poitiers. Certains sont prolongés à Châtellerault.